# Partia Młodo-Liberalna
Partia Młodo-Liberalna (bułg. Младолиберална партия) – bułgarska partia polityczna założona w 1904 przez grupę zwolenników Dimityra Tonczewa wywodzących się z Partii Liberalnej. W latach 1913–1918 współtworzyła dwa kolejne rządy koalicyjne w Carstwie Bułgarii. Po klęsce kraju w I wojnie światowej została uznana za współwinną tzw. drugiej katastrofy narodowej i szybko utraciła znaczenie na scenie politycznej. W 1920 połączyła się z Partią Liberalną i Partią Narodowo-Liberalną tworząc Partię Nacjonalno-Liberalną.

## Historia Partii Młodo-Liberalnej
W 1904 od Partii Liberalnej Wasiła Radosławowa odłączyła się grupa zwolenników Dimityra Tonczewa, która postanowiła założyć własną formację. Nowe ugrupowanie zostało nazwane Partią Młodo-Liberalną. W dniach 1-3 listopada 1907 odbył się pierwszy kongres partii, podczas którego przyjęto jej statut oraz program polityczny.
Ponieważ program Partii Młodo-Liberalnej nie różnił się znacząco od programu radosławistów, nie zdołała ona wybić się jako samodzielna siła na scenie politycznej kraju i odgrywała na niej drugorzędną rolę. W 1913 po raz pierwszy weszła w skład rządu Carstwa Bułgarii, na czele którego stanął Wasił Radosławow. Działaczom ugrupowania Tonczewa przypadły dwa resorty: Ministerstwo Finansów, na czele którego stanął sam Tonczew oraz Ministerstwo Handlu, Przemysłu i Pracy, którego szefem został Żeczo Bakałow. Obaj działacze utrzymali swoje stanowiska po przebudowie gabinetu na przełomie 1913 i 1914.
Po wybuchu I wojny światowej rząd Radosławowa objął kurs ku współpracy z Niemcami i Austro-Węgrami, którego uwieńczeniem było przystąpienie kraju w 1915 do państw centralnych oraz wypowiedzenie wojny Serbii i Rumunii. Mimo początkowych sukcesów na frontach armia bułgarska ostatecznie została pokonana przez wojska Ententy, co spowodowało dymisję gabinetu Radosławowa w czerwcu 1918. Na polityków partii tworzących rząd oraz cara Ferdynanda I spadła fala krytyki, która nasiliła się jeszcze po ogłoszeniu wyjątkowo ciężkich dla Carstwa Bułgarii warunków traktatu pokojowego z Neuilly-sur-Seine, nazwanych później drugą katastrofą narodową. Lider Partii  Młodo-Liberalnej Dimityr Tonczew w 1919 został aresztowany i skazany przez tzw. Sąd Państwowy na karę dożywotniego więzienia. Choć w 1924 odzyskał wolność, nie powrócił już do aktywnej polityki.
Skompromitowane na scenie politycznej kraju Partia Młodo-Liberalna, Partia Liberalna oraz trzeci koalicjant, Partia Narodowo-Liberalna, w 1920 połączyły się, tworząc Partię Nacjonalno-Liberalną. Ta ostatnia istniała do 1934, ale odgrywała drugorzędną rolę w polityce kraju.

## Wybitni działacze Partii Młodo-Liberalnej
- Żeczo Bakałow – minister
- Dimityr Tonczew – publicysta, minister, jeden z liderów koalicji sprawującej władzę w latach 1913–1918

## Organy prasowe Partii Młodo-Liberalnej
- Свободно слово (w tłum. Wolne Słowo; 1904-1912)